# Sixten Larsson

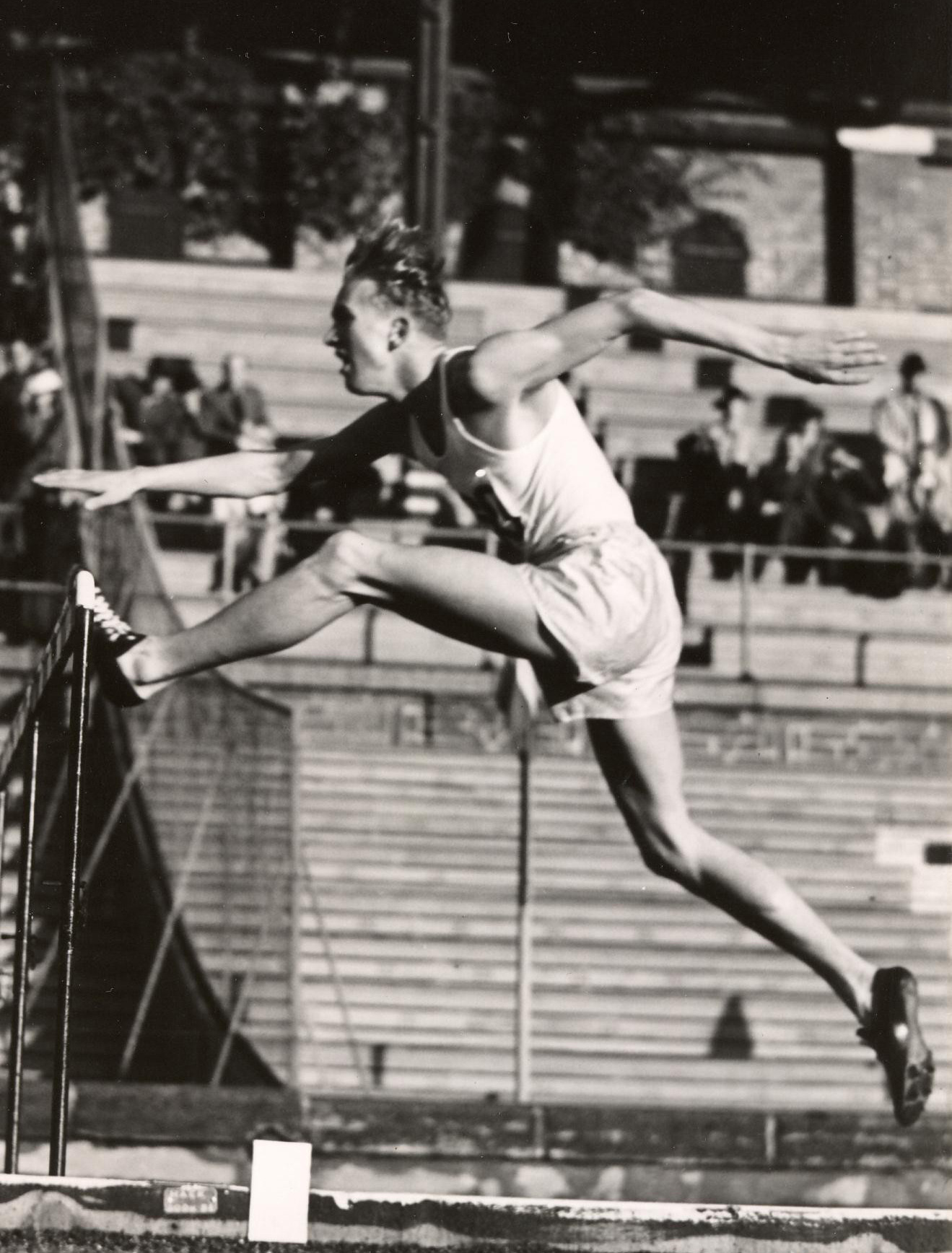
Sixten Larsson in den 1940ern

Sixten Larsson (* 31. Juli 1918; † 3. Februar 1995) war ein schwedischer Hürdenläufer, der sich auf die 400-Meter-Distanz spezialisiert hatte.
1946 gewann er bei den Leichtathletik-Europameisterschaften in Oslo Silber.
Von 1940 bis 1944 wurde er fünfmal in Folge Schwedischer Meister. Seine persönliche Bestzeit von 52,4 s stellte er am 28. August 1943 in Stockholm auf.